# محمد الرابع المريني
محمد بن أبي الفضل بن أبي الحسن يكنى أبا زيان، لقبه الواثق بالله، هو سلطان مريني، كان قبل ولايته عند ابن الأحمر بالأندلس في جملة القرابة. و كانت دولته عشرة أشهر و جملة أيام.

## استبداد الوزير مسعود و بيعته للسلطان
قال صاحب الاستقصا : «...لما استوحش الوزير مسعود من السلطان موسى بن أبي عنان بعث ابنه يحيى إلى ابن الأحمر يسأل منه إعادة السلطان أبي العباس إلى ملكه فأخرجه ابن الأحمر من الاعتقال و جاء به إلى جبل الفتح يروم إجازته إلى العدوة فلما توفي السلطان موسى بدا للوزير مسعود في أمره ودس لابن الأحمر في رده وأن يبعث إليه بالواثق هذا ورآه أليق بالاستبداد و الحجر فأسعفه ابن الأحمر في ذلك و رد السلطان أحمد إلى مكانه بالحمراء وجيء بالواثق فحضر بجبل الفتح عنده فأجازه إلى سبتة واتفق أن جماعة من الحاشية انتقضوا على الوزير مسعود و لحقوا بسبتة فقدم عليهم الواثق بها ورجعوا به إلى المغرب وتقلبوا في نواحيه إلى أن وصلوا إلى جبل مغيلة قرب فاس فبرز الوزير مسعود في العساكر ونزل قبالتهم وقاتلهم هنالك أياما ثم وقع الاتفاق على أن يبايع مسعود للواثق بشرط الاستبداد فتم العقد على ذلك» .

## النزاع بين الوزير و ابن الأحمر و مقتل السلطان
قال صاحب كتاب الجذوة : « بويع السلطان الواثق بالله أبو زيان محمد بن أبي الفضل يوم الجمعة الخامس عشر من شوال سنة ثمان وثمانين وسبعمائة وقام بأمره الوزير مسعود بن ماساي ثم حدثت الفتنة بين الوزير المذكور و ابن الأحمر بسبب أن الوزير طلب منه إعادة سبتة إلى الإيالة المرينية وكان موسى ابن أبي عنان قد نزل له عنها كما مر و كان طلبه على سبيل الملاطفة فاستشاط ابن الأحمر غضبا و أساء الرد فجهز ابن ماساي العساكر لحصار سبتة مع العباس بن عمر بن عثمان الوسنافي ويحيى بن علال بن آمصمود و الرئيس محمد بن أحمد الأبكم من بني الأحمر فاستولى عليها ثم سرح ابن الأحمر السلطان أبي العباس من اعتقاله وبعثه إلى المغرب لطلب ملكه و للتشغيب على ابن ماساي الجاحد لإحسانه فعبر السلطان أبو العباس البحر إلى المغرب فاحتل سبتة واستولى عليها ثم تقدم إلى فاس فحاصرها و ضيق على ابن ماساي و سلطانه الواثق بالله و أهرع الناس إلى الدخول في طاعته حتى من مراكش فاستمر الحصار على رفاس الجديد ثلاثة أشهر ثم أذعن الوزير مسعود للطاعة على شرط أن يبقى وزيرا و يُغرب سلطانه إلى الأندلس فأجيب وخلع الواثق بالله ثم خرج إلى السلطان أبي العباس فبايعه و تقدم أمامه فدخل داخل ملكه يوم الخميس خامس رمضان سنة تسع وثمانين وسبعمائة و لحين دخوله قبض على الواثق بالله فقيده و بعث به إلى طنجة فقتل بها بعد ذلك و سنه يوم قتل ثمان وثلاثون سنة وبها قبر...»